# Mesnil-Saint-Laurent
Mesnil-Saint-Laurent és un municipi francès del departament de l'Aisne, als Alts de França.
Forma part de la Communauté d'agglomération de Saint-Quentin.

## Administració
L'alcalde, des del 2001 és Claude Gransard.

## Demografia
1962 - 253 habitants.
1975 - 299 habitants.
1990 - 430 habitants.
1999 - 426 habitants.
2007 - 443 habitants.
2008 - 445 habitants.(francès)